# 「名前は、未だ無ひ。」
「「名前は、未だ無ひ。」」（なまえは まだない）は、2004年7月5日にリリースされたアリス九號（現：アリス九號.）のデビューシングルである。

## 解説
結成当初の名義である「アリス九號」時代唯一の音源で、1stおよび2nd pressは自主制作シングル。1st pressは「タイムマシン」および「華一匁」の2曲入りであったが、2nd pressでは「メロウに沈んで」が追加されて3曲入りとなり、それ以降は2nd pressと同様の収録曲となっている。同年9月にPS COMPANYに所属し、翌年11月30日にはPS COMPANYより3rd pressが発売された。また2010年3月1日に『祇園盛者の鐘が鳴る』『ALICE IN WONDEЯLAND』と共に再発された。
2016年8月28日には、結成12周年を記念して本シングル名を題したライブ「A9 XII ANNIVERSARY LIVE "NO NAME" -名前は未だ無い」が新木場STUDIO COASTで行われた。このライブは2004年から2005年までの2年間に発表した初期の楽曲だけを演奏するという内容であり、本シングルの収録曲は3曲とも演奏された。なお「タイムマシン」はアンコールの最後の楽曲であった。
2019年8月10日には、A9としての最後のワンマンツアー「A9 LAST ONEMAN TOUR BEST OF A9 TOUR『ALIVERSARY』」のツアーファイナル公演と結成15周年記念ライブを兼ねた「A9 LAST ONEMAN ALIVERSARY TOUR FINAL & 15TH ANNIVERSARY "THE TIME MACHINE" 〜もしも時が戻るならば願いますか？」が日比谷野外音楽堂にて開催された。公演名には"THE TIME MACHINE"=タイムマシンという単語が含まれ、同曲の歌詞の一節である「もしも時が戻るならば願いますか」が副題となっている。なお「タイムマシン」は本編の最後に演奏された。

## 収録曲
| 全作詞: 将、全作曲: アリス九號。 |                  |      |            |      |
| #                                | タイトル         | 作詞 | 作曲・編曲 | 時間 |
| 1.                               | 「タイムマシン」 | 将   | アリス九號 | 4:31 |
| 2.                               | 「華一匁」       | 将   | アリス九號 | 3:59 |
| 合計時間:                        | 合計時間:        | 8:30 |            |      |

| 全作詞: 将、全作曲: アリス九號。 |                    |       |            |      |
| #                                | タイトル           | 作詞  | 作曲・編曲 | 時間 |
| 1.                               | 「タイムマシン」   | 将    | アリス九號 | 4:31 |
| 2.                               | 「メロウに沈んで」 | 将    | アリス九號 | 4:23 |
| 3.                               | 「華一匁」         | 将    | アリス九號 | 3:59 |
| 合計時間:                        | 合計時間:          | 12:53 |            |      |

## 品番
|           | リリース日     | 品番       |
| --------- | -------------- | ---------- |
| 1st press | 2004年7月5日   | AN-0705    |
| 2nd press | 2004年8月11日  | AN-0811    |
| 3rd press | 2005年11月30日 | KICM-10014 |
| -         | 2010年3月1日   | PSIM-20008 |

## 収録作品
タイムマシン
- 『花鳥ノ調』（セルフカヴァー）[5]

華一匁
- 『花鳥ノ調』（セルフカヴァー）[5]